# Erechthias aellophora
Erechthias aellophora är en fjärilsart som beskrevs av Edward Meyrick 1880. Erechthias aellophora ingår i släktet Erechthias och familjen äkta malar. Inga underarter finns listade i Catalogue of Life.